# Växjö (đô thị)
Đô thị Växjö là một đô thị thuộc hạt Kronoberg (Kronobergs län) ở phía nam Thụy Điển.
Đô thị này có diện tích 1.924 km2, dân số năm 2010 là 82.180 người.

## Địa phương
Có 12 khu vực đô thị (còn được gọi là Tätort hoặc địa phương) trong Thành phố Växjö.
Trong bảng, các địa phương được liệt kê theo quy mô dân số vào ngày 31 tháng 12 năm 2006. Trụ sở của khu tự quản có các ký tự in đậm.
| #  | Địa phương | Dân số |
| -- | ---------- | ------ |
| 1  | Växjö      | 66.275 |
| 2  | Rottne     | 2.240  |
| 3  | Lammhult   | 1.781  |
| 4  | Ingelstad  | 1.667  |
| 5  | Braås      | 1.608  |
| 6  | Gemla      | 1.498  |
| 7  | Åryd       | 671    |
| 8  | Åby        | 447    |
| 9  | Furuby     | 349    |
| 10 | Nöbbele    | 244    |
| 11 | Tävelsås   | 225    |